# Galarreta
Galarreta es un concejo del municipio de San Millán, en la provincia de Álava, País Vasco (España).

## Localización
Está situada en las faldas del monte Aratz (1442 m s. n. m.) dentro de la Sierra de Altzania, y a 655 m s. n. m. Presenta una litología donde predomina la roca caliza, y separa las localidades más septentrionales de la Llanada Alavesa del territorio más meridional de la provincia de Guipúzcoa.

## Historia
Como datos históricos señalar que en el núcleo urbano existió la torre de Ocáriz, llamada la “torre de abajo” se encontraba en dirección hacia Ordoñana. Una segunda torre, llamada “de arriba” fue señorío de Velascos, descendientes de Ocáriz, y emparentados con Galarretas y Lazarragas. Una tercera torre estuvo situada junto al Puerto de San Adrián, y fue de la casa de Lazcano. Se cita a Juan Ruiz de Velasco, capitán de galeras en Nápoles al servicio del rey Felipe II, como hijo ilustre de esta pequeña localidad.

## Demografía
| Gráfica de evolución demográfica de Galarreta entre 2000 y 2017 |
|                                                                 |
| Población de derecho según los censos de población del INE.     |

## Monumentos
En lo que hoy queda de su iglesia se conserva en su subsuelo restos de su pasado romano, habiendo sido puesta en relación con la localidad de Gebalaeca, citada en fuentes clásicas.
Su caserío se encuentra alineado en torno a una única calle. Son viviendas dispersas, cuya fachada principal se encuentra al abrigo del frío viento del norte, y expuesta, por tanto, a recibir la mayor insolación. En su mayor parte, tienen anexas instalaciones o bordas destinadas a los aperos de labranza y a almacén de productos agrarios.

## Fiestas
Celebra sus fiestas patronales el 8 de septiembre, aunque en los últimos años se ha trasladado al último fin de semana de agosto, para permitir su asistencia a quienes directamente relacionados con la localidad ya no viven en ella de forma continuada. Es una fiesta de gran participación popular, que tiene como característica las tradicionales “rondas”. La víspera por la tarde y el día de la fiesta por la mañana, se reúnen los vecinos, en su mayoría los más jóvenes, y realizan una visita a los domicilios de la vecindad. Acompañados de instrumentos musicales se canta en la puerta y a cambio se recibe alguna pitanza. La víspera por la tarde se ofrece café, licores y postres de leche o dulces; el día de la fiesta por la mañana, se dispensan alimentos más consistentes, como morcilla con tomate, tortillas, etc. Los campeonatos de bolos, disfraces y bailables estaban también presentes.

## Camino de Santiago
Galarreta es también lugar de paso de una ruta alternativa del Camino de Santiago, que procedente del túnel de San Adrián se dirigía a Vitoria pasando por Galarreta y otras aldeas de la Llanada Alavesa

## Caída de la torre de la Iglesia de Nuestra Señora de la Asunción
El 10 de julio de 2014 se cayó por su estado de ruina el campanario del siglo XVII de esta iglesia, tras décadas de desinterés institucional.